# Bob McMillen
Robert Earl (Bob) McMillen (Los Angeles, 5 maart 1928 – 1 april 2007) was een Amerikaanse atleet, die zich aanvankelijk had gespecialiseerd in de 3000 m steeple. Later stapte hij over op de middellange afstanden en legde hij zich met name toe op de 1500 m. Hij nam tweemaal deel aan de Olympische Spelen en veroverde bij die gelegenheden eenmaal een medaille.

## Loopbaan
McMillen viel voor het eerst op in 1946, toen hij als achttienjarige leerling van de Cathedral High School in Los Angeles de Engelse mijl won tijdens de interscolaire kampioenschappen van Californië en met zijn winnende tijd van 4.24,0 een toernooirecord vestigde. 
Twee jaar later nam hij voor de Verenigde Staten deel aan de Olympische Spelen in Londen op de 3000 m steeple. Daar overleefde hij zijn serie niet, mede omdat hij tijdens zijn wedstrijd drie keer viel. 
Vier jaar later was Bob McMillen er op de Olympische Spelen in Helsinki opnieuw bij en ditmaal met meer succes. Als deelnemer aan de 1500 m haalde hij de finale, waarin hij zich aan de Luxemburgse winnaar Josy Barthel wist op te trekken en in diens kielzog na een felle eindsprint de zilveren medaille wist te veroveren. Voor beiden werd als tijd 3.45,2 opgetekend, een olympisch record. Bovendien hield McMillen er ook nog een Amerikaans record aan over. 
Een laatste wapenfeit van McMillen is een vierde plaats op de 1500 m tijdens de Pan-Amerikaanse Spelen in Mexico-Stad in 1955.

## Titels
- NCAA-kampioen 1500 m – 1952

## Persoonlijke records
| Onderdeel      | Prestatie             | Datum        | Plaats   |
| -------------- | --------------------- | ------------ | -------- |
| 1500 m         | 3.45,2 (ex-OR; ex-NR) | 26 juli 1952 | Helsinki |
| 1 Eng. mijl    | 4.07,8                | 1950         |          |
| 3000 m steeple | 9.18,7                | 1948         |          |

## Palmares

### 1500 m
- 1952:  NCAA-kamp. – 3.50,7
- 1955: 4e Pan-Amerikaanse Spelen

### 3000 m steeple
- 1948: 8e in serie OS